# Ensete
Ensete é um gênero botânico da família Musaceae, que inclui as chamadas "falsas bananeiras". É constituida por sete espécies de origem africana e algumas asiáticas.

## Espécies
| - Ensete gilletii - Ensete glaucum - Ensete homblei - Ensete perrieri | - Ensete superbum - Ensete ventricosum - Ensete wilsonii |

## História
O gênero Ensete  foi descrito pela primeira vez por Paul (ou Paulo ou Paulus) Fedorowitsch Horaninow (ou Horaninov) (1796 – 1865) em sua obra ‘’Prodromus Monographiae Scitaminarum’’' de 1862, acreditando ser um gênero constituído por uma única espécie,  Ensete edule. Este gênero só recebeu reconhecimento público em 1947 quando foi redescoberto por E. E. Cheesman, dentro da classificação das bananeiras.

## Habitat
É um gênero das regiões tropicais da África, algumas da Ásia. É cultivada em regiões tropicais e subtropicais.